# Геокчаев, Мелик Абас оглы
Мелик Абас оглы Геокчаев (азерб. Məlik Abbas oğlu Göyçayev; 1903, Баку — 13 сентября 1966, там же) — советский азербайджанский нефтяник, Герой Социалистического Труда (1959), заслуженный рационализатор Азербайджанской ССР.

## Биография
Родился в 1903 году в селе Сураханы Бакинского уезда Бакинской губернии (ныне посёлок в Сураханинском районе Баку).
С 1923 года работает на нефтепромыслах, с 1939 года работает в министерстве нефтяной промышленности Азербайджанской ССР, с 1949 года буровой мастер, старший механик конторы бурения № 1 НГДУ «Нефтяные камни». Отличился при работе, хорошо осваивал новую технику, применял новые рационализаторские решения, благодаря которым его суточная добыча нефти достигла 1000 тонн. Достиг высоких трудовых показателей в разработке месторождений «Мишовдаг», «Черные скалы» и «Нефтяные камни». Бригада под руководством Геокчаева удостоилась звания бригады коммунистического труда.
Указом Президиума Верховного Совета СССР от 14 марта 1959 года за выдающиеся успехи, достигнутые в деле развития нефтяной и газовой промышленности Геокчаеву Мелику Абас оглы присвоено звание Героя Социалистического Труда с вручением ордена Ленина и золотой медали «Серп и Молот».
Скончался 13 сентября 1966 года в Баку. Именем названо крановое судно и катер.